# Herrania albiflora
Herrania albiflora är en malvaväxtart som beskrevs av Justin Goudot. Herrania albiflora ingår i släktet Herrania och familjen malvaväxter. Inga underarter finns listade i Catalogue of Life.